# Anna Walton
Anna Walton (* 18. Dezember 1980 in London) ist eine britische Schauspielerin.

## Leben und Karriere
Anna Walton arbeitete bereits während ihrer Schulzeit nebenbei als Model. Sie besuchte die Oxford School of Drama und schloss 2004 ihre Schauspielausbildung ab.
Bekannt ist Walton durch ihre Rollen in den Filmen Vampire Diary (2007), Mutant Chronicles (2008) und durch die Rolle der Prinzessin Nuala in der Comicverfilmung Hellboy – Die goldene Armee (2008). Außerdem spielte sie in der NBC-Serie Crusoe mit.
2007 brachte Walton einen Sohn zur Welt.

## Filmografie (Auswahl)
- 1997: Bright Hair (Fernsehfilm)
- 1998: Out of Hours (Miniserie)
- 2007: Vampire Diary
- 2007: A Girl and a Gun (Kurzfilm)
- 2008: Mutant Chronicles (The Mutant Chronicles)
- 2008: Hellboy – Die goldene Armee (Hellboy II: The Golden Army)
- 2008–2009: Crusoe (Fernsehserie, 12 Folgen)
- 2010: Copelia (Kurzfilm)
- 2011: 5 Days of War
- 2011: The Halloween Kid (Kurzfilm)
- 2012: Deviation
- 2012: The Seasoning House
- 2013–2015: Reign (Fernsehserie, 5 Folgen)
- 2013: Soulmate
- 2015: Cherry Tree
- 2021: Mister Mayfair – Shooting Paul
- 2021: Mister Mayfair – Serena's Game
- 2023: Ocean Deep